# جک رایان: سرباز سایه
جک رایان: سرباز سایه فیلمی در گونه فیلم اکشن-مهیج به کارگردانی کنت برانا و براساس شخصیت جک رایان اثر تام کلنسی است. کریس پاین بعد از الک بالدوین، هریسون فورد و بن افلک که این نقش را بازی کرده بودند بعنوان چهارمین نفر، نقش اصلی این فیلم را ا بازی می‌کند. جک رایان در ژانویه ۲۰۱۴ اکران شد.

## خلاصه داستان
جک رایان(کریس پاین)، به یک مأموریت به روسیه فرستاده می‌شود و…

## بازیگران
- کریس پاین در نقش جک رایان. او از اکتبر ۲۰۰۹ برای این نقش انتخاب شده بود.
- کنت برانا در نقش ویکتور چِوِرین. او پیش از این اعلام کرده بود که هم در نقش منفی بازی خواهد کرد و هم اداره فیلم را بر عهده خواهد داشت.
- کیرا نایتلی در نقش کتی رایان. نایتلی در میان دیگران از جمله اوانجلین لیلی و فلیسیتی جونز، موفق به گرفتن نقش شد.
- کوین کاستنر در نقش ویلیام هارپر. کاستنر همین نقش را در فیلمی دیگر هم بازی خواهد کرد که بر اساس داستان دیگری از تام کلنسی است و «بدون پشیمانی» نام دارد.
- پتر اندرسون در نقش دیمیتری لمکوف
- الک اوتگوف در نقش اکساندر برووسکی
- نانسو آنوزی در نقش امبی دنگ
- کلم فیور در نقش راب بهینگر
- جما چان در نقش امی چانگ
- دیوید پیمر در نقش دیکسون لویس
- کارن دیوید در نقش مامور اف بی آی
- میخاییل باریشنیکوف در نقش سرگی

سورکین

## تولید
تولید فیلم از اواخر آگوست ۲۰۱۲ آغاز شد.